# Rákosi-perek
A Rákosi-perek az 1926. július 12. és augusztus 4., majd 1935. január 21. és február 4. között tárgyalt büntetőpereket jelentik. Az első perben az 1925 szeptemberében lefogott kommunisták ügyét tárgyalták, a nemzetközi és hazai tiltakozás nyomán az 1925. november 14-16-án ülésező rögtönítélő bíróság végzése rendes bíróság elé utalta az ügyet. Az ügy elsőrendű vádlottját, Rákosi Mátyást nyolc és fél évi, a másodrendű vádlottat, Őry Károlyt négy évi, a harmadrendű vádlottat, Gőgös Ignácot három és fél évi fegyházbüntetésre ítélték. Rákosi büntetése 1934. április 24-én letelt, ám a Magyarországi Tanácsköztársaság alatt betöltött szerepe miatt az ún. második Rákosi-perben – felségsértés, lázadás, tettestársként 27 rendbeli gyilkosság, felbujtóként 17 rendbeli gyilkosság, pénzhamisítás bűntettekért – ismét elítélték, immáron életfogytig tartó börtönbüntetést kapott. A második perben Rákosi védőügyvédje Vámbéry Rusztem volt.